# Arrefòries
Les Arrefòries (en grec antic: Ἀρρηφόρια, llatí: Arrhephoria) eren unes festes que se celebraven a l'antiga Àtica dedicades a la deessa Atena com a deessa de la fertilitat. De vegades s'anomenaven Hersefòries (Ἑρσηφόρια), en referència a Herse, la filla de Cècrops, vinculada a Atena. Se celebrava cada any el mes d'Esciroforió (juny-juliol).
Sembla que el nom deriva del terme ἄρρητα (àrreta 'misterós, sagrat'), i es relacionava amb rituals ocults, mentre que el d'Hersefòries fa referència al culte a Herse, que es creu íntimament lligat a Atena, segons l'Etymologicum Magnum.
Les arrèfores, quatre joves d'entre set i onze anys, eren seleccionades cada any per l'arcont basileu d'entre les famílies més distingides. Dues d'elles teixien i supervisaven la confecció dels peples sagrats d'Atena que rebia a la festa de les Panatenees, i les altres dues, el dia de la festa, portaven al cap les cistelles sagrades destinades a la deessa a l'Acròpoli, i ni elles mateixes en sabien el contingut. Durant un any s'estaven retirades, bé al Partenó o en algun edifici de l'entorn. Al començar el festival carregaven les cistelles que ningú, ni la mateixa sacerdotessa, sabia què contenien. A la ciutat hi havia un recinte sagrat vora els jardins d'Afrodita, amb una gruta natural, i baixaven allà a dipositar les cistelles i s'enduien una altra cosa ben tapada, de contingut també desconegut. Després s'acomiadava a les noies i se'n triaven altres quatre per ocupar el seu lloc. Les noies vestien túniques blanques ornades amb fils d'or, que quedaven per la deessa, i menjaven una mena peculiar de pastissos fets per a l'ocasió. Per cobrir les despeses del festival s'organitzava una litúrgia especial coneguda que rebia el nom d'Arrefòries. No es coneixen més detalls sobre el festival.